# Magyar kalandozások
A 19. század óta kalandozó hadjáratoknak vagy kalandozásoknak nevezik azokat a magyar hadjáratokat, amelyeket a honfoglalást követően a magyarság vezetett Európa különböző vidékeire. 862 és 970 között bizonyosan legalább negyvenhét hadjáratot indítottak a magyar seregek, ebből harmincnyolcat nyugati, kilencet déli irányba. Mutatnak nyomok északi (fehér horvátok) és déli (horvátok, szerbek) irányú hadjáratokra is, de ezek részleteiről nincs információnk.
A 9. század végén, a 10. század elején a Kárpát-medencében letelepedő magyarok kalandozásai egybevágtak a kor nemzetközi fejleményeivel. Eurázsia legtöbb népénél ebben az időben előrehaladt a társadalom militarizálódása, a zsákmányszerzés mint egyfajta gazdasági tevékenység előtérbe kerülése. Különösen jellemző volt ez ekkoriban a magyarok mellett a vikingek és az arabok esetében.
A lovasnomád magyar nép társadalmi szerkezete már a honfoglalás előtt jelentős változásokon ment keresztül. Túlnyomó többségük jogilag még szabad volt, vagyoni helyzetük azonban differenciálódott. Egy kisebbségük meggazdagodott, és közülük kerültek ki a közösség politikai és katonai vezetői. A többség viszont elindult az elszegényedés útján. Ebben a helyzetben mind a vezetők, mind a katonáskodó tömegek érdekeltté váltak a külföldi zsákmányszerzésben.
A kalandozó hadjáratok többféleképpen hozhattak és hoztak gazdasági eredményeket. Leggyakrabban az egymással vetélkedő külországi uralkodók, vezetők hívták be a hamarosan Európa-szerte rettegett magyar harcosokat az ellenfeleik legyőzése érdekében, természetesen fizetségért. Emellett a legyőzöttektől elvett zsákmány is a kalandozókat gazdagította.
A magyarok sokáig sikeres harcmodorát fokozatosan kiismerték Nyugat-Európában, megerősödtek az ottani feudális államok és hadseregeik, és ez végül lezárta a magyar kalandozások korszakát.
A 899 és 970 közötti időszakra vonatkozóan a kutatók 47 ilyen hadjáratot számoltak össze Európa különböző részei felé (38 nyugatra és 9 keletre). Ezekből a hadjáratokból csak 8 volt sikertelen a többi sikeresen végződött.

## Előzmények – a sztyeppei nomád hadviselés
A 9–10. században a magyar férfiak mindegyikének, csakúgy, mint a többi korábbi és kortárs sztyeppei nomád népek tagjainak, minden bizonnyal volt a lovai mellett főleg vadászatra használt íjászfelszerelése és „multifunkcionális”, sok célra használható baltája, amelyeket a hagyományos nomád hadviselésben is tudott használni. A szabad harcosok csapatai a kelet-európai sztyeppén gyakran vezettek kisebb-nagyobb portyákat a szomszédságukban élő népcsoportok ellen zsákmányszerzési céllal, így a szlávok ellen, akiktől főleg rabszolgákat ragadtak el és őket a a bizánciaknak adták el luxuscikkekért cserébe. A nomád hadviselésnek másik célja a fizetség volt, amelynek fejében beavatkoztak a szomszédaik közötti küzdelmekbe, gyakran váltogatott oldalakon. Elsősorban a Bizánci Birodalom mutatott keresletet az ilyen szolgáltatásokra a nomád harcosok különböző csoportjai felé. A magyarok említése az első írott történeti forrásban is egy ilyen „kalandozásnak” tekinthető: 836 és 838 között fizetségért léptek be a dunai bolgárok és a macedónok közötti vitába, ami őket egyébként nem érintette volna.

## A kalandozó magyar hadjáratok célja
A kor jellemzője volt az eurázsiai népek körében a társadalom militarizálódása, katonai szerveződése. Megfigyelhető ez a fejlődés a germánok, szlávok és más népek esetében is, de a legjellemzőbb a magyarok mellett a vikingek illetve az arabok esetében volt.
A korabeli lovasnomád magyar társadalomra különösen jellemző volt a katonai felkészültség. A férfitársadalom gyermekkorától kezdve harcra készült, a gazdasági tevékenységben alig vett részt, kivéve a csordák megvédelmezését, a vadászatot. Mindegyikük rendelkezett személyes fegyverekkel, jogilag szabad volt, részt vett a közügyekről döntő gyűléseken. Vagyonilag azonban a társadalom egyre erősebben differenciálódott.
Ebben a helyzetben a gazdagok további gazdagodásához és a közrendű szabadok gazdasági helyzetének fenntartásához egyformán lehetőséget nyújtottak a már korábban is gyakorolt hadjáratok. Jó lehetőséget nyújtottak erre a fejlettebb európai államok gazdagabb települései, valamint az ott uralkodó feudális anarchia, a vezetők szinte folyamatos egymás elleni harcai. Ezekbe a küzdelmekbe tudtak beavatkozni a magyarok a többet fizető fél oldalán, és a legyőzöttektől begyűjtendő zsákmány reményében. A legértékesebb zsákmányt általában a foglyok jelentették, akikért váltságdíjat szedtek vagy rabszolgának tudtak őket eladni más államokban, leginkább Bizáncban.
A hadjáratok minősítéséhez figyelembe kell venni a következőket is:
- A kor hadviseléséhez hozzátartozott az ellenséges területek dúlása. A kor ellátási és hadseregszervezési viszonyai között nagyon nehéz volt egy ütőképes hadsereg egyben tartása, így csak ritkán került sor nagy ütközetekre. A háborúk többségében az ellenfelek egymás hátországának felégetésével próbálták a győzelmet kicsikarni. Ez a stratégia más hadseregekre is jellemző volt.
- A hadjáratokban a magyar haderőnek csak egy része vett részt. A legfeljebb ötezer lovasból álló magyar sereg célját sokszor több száz – nem ritkán ezernél is több – kilométer megtétele után, sokszor ellenséges területen áthatolva érte el. Ez a tény egyrészt a hadjáratokat irányító magyar vezetők magas szintű hadvezéri képességeit bizonyítja, másrészt kétségessé teszi azt, hogy a hadjáratok egyedüli célja a zsákmányszerzés volt.
- A korban általában szokás volt a legyőzöttek javait zsákmánynak tekinteni. (Nagy Károly avar hadjárata után szekérszámra vitték az avar kincseket Nyugat-Európába, mégsem találkozunk e hadjárat „zsákmányszerző” minősítésével.)
- A magyar hadjáratok jelentős része a nyugat-európai belső háborúk egyik résztvevőjének szövetségében történt. Nem ritkán, az egyik évben még szövetséges erő, már a következő évben a magyar sereg célpontja (ez irányban Vajay Szabolcs végzett jelentős kutatásokat).

„Litavicus, rex Germaniae atque Boiorum, ex omni Boiaria peracto delectu Anassoburgium, novam Boiorum coloniam, se confert. adsunt episcopi, monachorum antistites, proceres Boiorum, quinto decimo calendas Iulii, anno christianae salutis noningentesimo super septimum. ibi decretum omnium sententia Ugros Boiariae regno eliminandos esse.” Gyermek Lajos elrendelte, hogy a magyarokat szorítsák ki, távolítsák el Bajorországból

Mindezek figyelembevételével a kalandozó hadjáratok céljáról egy árnyaltabb felfogás is létezik: a kétségtelenül meglévő zsákmányszerzés mellett ezek a hadjáratok egy nagy ívű katonai stratégia részei, melynek célja a Kárpát-medencei magyar hatalom megszilárdítása és annak megakadályozása, hogy Európában egy azt veszélyeztető államalakulat létrejöjjön. A magyar törzsek már a honfoglalás előtt szövetségben álltak Arnulffal, a Kárpát-medence felderítését és első nyugati hadjárataikat így vezették. Ezek alkalmával megismerték a nyugat-európai viszonyokat. Arnulf halála után, amikor Gyermek Lajos került trónra, I. Hatto érsek régens ellenséges hozzáállása miatt új szövetségeseket kerestek, valamint megelőző hadjáratokat indítottak. Ezen katonai tevékenység során tapasztalták, hogy a feudális széttagoltság állapotában lévő Nyugat-Európa viszonylag könnyű célpont.

## A magyar és a nyugat-európai hadművészet a 10. században
A 10. századi magyar hadviselésről Bölcs Leó 904 után készült Taktika című művéből szerezhetünk képet. E szerint a magyarok fegyverzete kard (helyesen: szablya), páncél, íj és kopja. Az előkelők lovainak szügyét vas vagy nemez fedi.
„Követi őket nagy csapat ló részint táplálékul és tejivás végett, részint pedig sokaság látszatának keltése végett. Ellenségeiket nem annyira karjukkal és haderejükkel igyekszenek leverni, mint inkább csel és rajtaütés útján.”
Bölcs Leó császár szerint a magyarok mesterien bánnak az íjjal, de a közelharc elől kitérnek. Szokásos taktikájuk az, hogy egy kis csapattal menekülést színlelve az ellenséges haderőt kelepcébe csalják.
A katonacsászár felsorolja a magyarok gyengéit is.
„Türk ellenfeleinknek hátrányos a legelő hiánya, gyalogosan nem képesek helytállni, minthogy lóháton nőttek fel. Hátrányos nekik a lovasság sűrű csatasora, mely szakadatlanul a nyomukban van.”
Kezdetben a letelepült európai népek főleg gyalogosokból álló seregei tehetetlenek voltak a gyors magyar lovasíjászokkal szemben. Győzni csak akkor tudtak, amikor fölényt vívtak ki a közelharcban és szakadatlan üldözéssel ki tudták azt kényszeríteni. Hiba lenne a kalandozók vagy honfoglalók sikereit kizárólag egy-egy taktikai séma – pl. színlelt menekülés – vagy fegyvertechnikai újdonságra visszavezetni. Több tényező együttes hatása miatt voltak eredményesek a kalandozások: „az alkalmas ruházat, a fáradság tűrése (sic!), a fegyverhasználat és a lovaglás képességének gyermekkortól megkívánt elsajátítása, állandó gyakorlása, a célszerű támadó- és védőfegyverzet, az igénytelen és kellően betanított hátasló meg vezetékló, az ellátásnak szekérre málházott készletekből s a menet közbeni beszerzésből való biztosítása, az eredményes felderítés, a hadműveleti célok eléréséhez szükséges fegyelem és begyakorlottság.” Továbbá szerepet játszottak „a megtámadottak mozgósítási nehézségei és a kalandozóknak a helyieknél – általában – nagyobb mozgékonysága és jobb manőverező képessége”, hiszen a helyi erők „a legtöbb esetben még arra sem voltak képesek, hogy komolyan harcra kényszerítsék őket.”
Madarász Henrik volt az, aki Bölcs Leó megállapításait átültette a gyakorlatba. Lovasságot szervezett, mely rendelkezett a lovaglás magas szintű technikájával, a szükséges fegyelemmel, a magyarokénál jobb védő- és támadófegyverekkel. A német seregek alapeleme ettől kezdve a láncszemes páncéllal, sisakkal, lábvérttel, hosszú lándzsával és kétélű karddal felszerelt lovasság lett. Ebből a lovasságból alakult ki később a középkori háborúkban hosszú ideig csatadöntő fegyvernemnek számító nehézfegyverzetű lovasság.

## A kalandozások időrendje

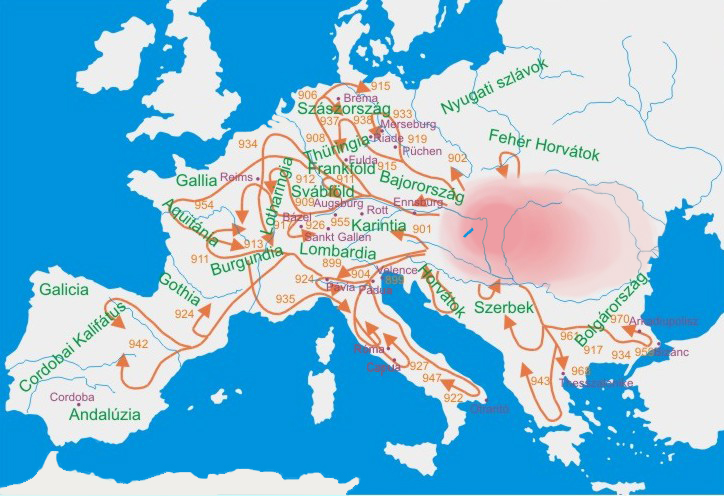
A magyarság hadjáratai Európában a 10. században

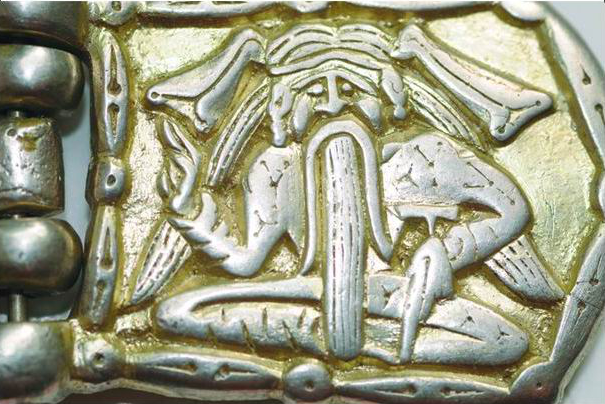
Sámán

A magyar honfoglalás történései nem okoztak törést a kalandozásokban. Már 899–900 során jelentős magyar katonai egységek portyáztak Itáliában, ekkor került sor a sok részletében ismert brentai csatára is. 904–905-ben már Berengár király, a brentai vesztes oldalán indultak harcba a magyar csapatok Észak-Itáliában.
A honfoglalás és 955 között 13-16 itáliai, 28 német, 12 francia és 1 hispániai mór területre vezetett hadjáratról tudunk, illetve 970-ig legalább 17 balkáni katonai akcióról (bizánci és bolgár területeket támadó portyákról).
- 899: Az első hadjárat, amelyet bizonyosan Kárpát-medencei hazájukból indítottak a magyar seregek. Arnulf keleti frank király itáliai riválisa, I. Berengár itáliai király ellen a magyarokat bérelte fel. A magyar sereg a később sokat használt útvonalon, Pannónia déli peremén (Pannónia ekkor még nem volt magyar kézen), a Dráva–Száva vonalán jutott Itáliába. A források ezt az utat később Strata Hungarorumnak (a magyarok útjának) nevezték. A hadjárat részleteiről több forrásból is értesülhetünk (Liudprand, János diakónus (wd), Regino). A magyar sereg több ágra szakadva dúlta Itáliát. Az egyik seregrész 899. vagy 900. június 29-én Velencét is ostromolta. Sikertelenül, mert – a források szerint – Péter dózse a magyarokat hajóhadával megfutamította. Berengár megrémült az addig ismeretlen nép támadásától és tizenötezer fős hadsereget gyűjtött. Liudprand beszámolója szerint ez a sereg háromszoros túlerőben volt a magyarokkal szemben. Ebből adódik, hogy a magyarok kiállítható haderejüknek (Ibn Ruszta 880 körül írt tudósítása szerint a magyarság húszezer lovast tud kiállítani) csak töredékével vettek részt a hadjáratban. Berengár a 899. szeptember 24-én vívott Brenta menti csatában vereséget szenvedett. A magyarok szokatlan módon Itáliában teleltek és 900 tavaszán vonultak vissza. A történészek egy része ezt a tényt új „honfoglalási kísérletként” értelmezte, de az áttelelésen kívül más érvet nem tudtak ennek bizonyítására felhozni. December 8-án meghalt Arnulf keleti-frank uralkodó, a magyarok szövetségese. A kor felfogása szerint az Arnulf és a magyarok közötti szerződés érvényét vesztette.

### 900-as évek
- 900: A még Arnulf szövetségeseként Itáliában járt magyarok a nyáron hazafelé jövet megszállták Pannóniát. A következő négy évben folytatott morva, bajor háborúkat az elfoglalt területek biztosítására indították.[15]
- 901: A Fuldai évkönyv bejegyzése szerint a magyarok megrohanták a „karantán bajorok országát” – azaz Karintiát – de sikerült őket visszaverni egy Laibach környéki csatában április 11-én vagy 18-án. Valószínűleg a magyar határövezet kitolása volt a cél, de ez nem járt sikerrel.[15]
- 902: A magyarok morva területre törtek be és sikerült a gyepűt a Kárpátokon túlra kitolni. A morva állam ekkor megszűnt.[15]
- 903: A magyarok felajánlották az Arnulffal kötött szövetség megújítását. Az elutasítás után három éven keresztül folyt a magyar–bajor háború.
- 904: A bajorok megölték Kurszánt. Egyes források szerint csatában esett el, más források szerint tárgyalást színlelve a Fischa folyónál tőrbe csalták.[15] Ugyanebben az évben a magyarok újabb itáliai hadjáratra indultak, ami folytatódott a következő évben is.[15]
- 905: A magyarok I. Berengár itáliai király hívására beavatkoznak az Észak-Itália birtoklásáért kitört háborúba.[15]
- 906: A nyugati szláv dalamancok hívására a magyarok először hatoltak be Szászországba. Ennek kapcsán Corveyi Widukind leírja, hogy a szászok földjéről a dalamancokhoz visszatérő magyar sereget egy másik magyar sereg várta, amely azzal fenyegette a dalamancokat, hogy őket rabolják ki, mivel nélkülük hajtották végre a hadjáratot. Ezután a magyarok még egyszer végigpusztították a szászokat, de a dalamancok földje is megszenvedte az ügyet. Az ínség miatt abban az évben másoknak kellett szolgálniuk gabona fejében.[15]
- 907: Keleti frank sereg indult Magyarország ellen Gyermek Lajos frank király névleges vezetésével, aki helyett Hatto mainzi érsek igazgatja a birodalmat. Döntő csapást akarnak mérni a magyarokra, de legalábbis eltávolítani őket Bajorországtól. A pozsonyi csatában a magyar had megsemmisíti a bajorok csapatait.[15]
- 908: Az előző év sikerein felbátorodva a magyarok hadjáratot folytattak Szászországba és Türingiába. Ennek során elesett Burckhard türingiai herceg (wd), Egino gróf és Rudolf würzburgi püspök (wd). A legnagyobb ütközet az eisenachi csata volt augusztus 3-án.[15]
- 909: A magyar seregek első ízben harcoltak sváb területen és sok foglyot ejtettek. Július 30-án elpusztították Freisinget. A hazatérő magyar sereg Pocking mellett a Rott folyónál augusztus 11-én vereséget szenvedett az Arnulf bajor herceg vezette seregtől.[15]

### 910-es évek
- 910: A Bajorországon keresztül támadó magyar hadak az Augsburg melletti Lech mezőn június 12-én vereséget mértek a sváb seregre. A csata után a magyar sereg első ízben dúlta fel Frankföldet, ahol az ellene gyűjtött sereget június 22-én legyőzte.
- 911: A magyar sereg a Burgundia ellen indított hadjárat során első ízben kelt át a Rajnán. Szeptember 24-én meghalt Gyermek Lajos keleti frank király.[15]
- 912: A Frankföld és Türingia elleni hadjárat az új uralkodó, I. Konrád keleti frank király adóztatását célozta, ezzel adtak nyomatékot az adó fejében való békekötési ajánlatnak.[15]
- 913: A magyarok ismét átkeltek a Rajnán és Burgundiában folytattak hadjáratot. Hazatérőben Svábföldön pusztítottak. Bajorországban azonban minden addiginál nagyobb vereség érte őket az Inn folyó mellett, kezdték kiismerni a magyar taktikát. A győztes bajor sereget Arnulf bajor herceg vezette, jelen volt még a sváb Erchanger és Berthold, valamint (a bajor?) Udalrich gróf.
- 914: A magyarokat többször legyőző Arnulf fellázadt és vereséget szenvedett Konrád német királytól és a magyarokhoz menekült. Liudprand szerint Konrád haláláig ott is maradt. A befogadás fejében bajor–magyar szövetség jött létre, aminek nevében az Itáliától az északi szláv területekig széles sáv jött létre, amelyik adót fizetett a magyaroknak, szabadon átengedte őket, ők viszont ezen a területen nem pusztítottak.[15]
- 915: Türingia és Szászország megtámadása után a magyarok nem tudták bevenni a fuldai kolostort. Eljutottak viszont Brémáig és a dán határvidékig, Eresburgnál (wd) is harcoltak. Szászországban állítólag csehek is harcoltak mellettük.[15]
- 916: A magyarokkal szövetségben harcoló Arnulf elfoglalta Regensburgot és ismét Bajorország ura lett. A magyarok ezután átkeltek a Rajnán és a Mosel völgyében benyomultak Elzászba és Lotaringiába.[15]
- 917: Az előző évi hadjárat részeként a magyarok január 21-én felgyújtották Bázelt. Valószínűleg ebben az évben indítottak a magyarok hosszabb idő után újra hadjáratot a Balkánra. I. Simeon bolgár cár szövetségeseként részt vettek annak Bizánc elleni háborújában. Theophanész szerzetes 1023-ban másolta a híradást, miszerint a bizánciak Ankhialosz mellett megsemmisítő vereséget szenvedtek a bolgárok, magyarok és besenyők („szkíták”) ellen. Ugyanekkor kellett szembenézniük az arabok („médek”) és „türkök” felkelésével is.[15]
- 918: Ebben az évben nincs nyoma magyar hadjáratnak, viszont ebben az évben győzte le Arnulf bajor herceg I. Konrád keleti frank királyt, aki megsebesült és december 23-án meghalt. Maga jelölte ki utódát Madarász Henrik szász herceg személyében.[15]
- 919: Német királlyá választották Madarász Henriket, aminek hírére a magyarok sereggel jelentek meg Szászországban kipuhatolni, hogy hajlandó-e Henrik is az adófizetésre. Henrik nem volt hajlandó, ezért a magyarok végigdúlták Szászországot és Püchen mellett vereséget mértek Madarász Henrik, az új német király seregére. Ezután a Rajnán túlra vonultak és feldúlták Lotaringiát, amiről Flodoard reimsi kanonok tudósítása maradt ránk. Ugyanekkor szerinte Itáliában is járt egy magyar sereg.[15]

### 920-as évek
- 921–922: I. Berengár itáliai király hívására magyar csapatok vettek részt az itáliai belháborúkban. 899–900 után ez volt a második legnagyobb itáliai hadjárat. Liudprand szerint egyes itáliai grófok (Adalbert őrgróf, Odelrik palotagróf, Gislebert gróf és mások) II. Rudolf burgund királyt akarták meghívni az itáliai trónra, ellenük kért segítséget Berengár. A magyarok Dursak és Bogát vezetésével Verona mellett rohanták meg Berengár gyanútlan ellenfeleit, Odelriket megölték, Adalbertet és Gislebertet pedig elfogták. A magyarok ezután Dél-itália felé vették útjukat, 922. február 4-én már a bizánci fennhatóság alatti Apuliánál voltak.[15]
- 924: Flodoard reimsi kanonok szerint a longobárdok elűzték Berengár királyt, aki a magyarokat hívta ismét segítségül, akiket Liudprand szerint Szalárd vezetett. A magyar csapatok március 15-én szombaton sikertelen ostrom után felgyújtották Pavia városát. A tűzvészben meghalt a paviai és a vercelli püspök is. Végül sarc fejében a magyarok abbahagyták az ostromot.[15] Április 7-én ellenfelei meggyilkolták I. Berengár itáliai királyt. A magyarok ezt követően az Alpokon átkelve Galliára akartak támadni, de II. Rudolf burgund király és Provence-i Hugó csapdát állítottak nekik egy szorosban, amiből azonban sikerült kitörniük és Galliába jutniuk. Végigdúlták Gothiát, a toulouse-i gróf területeit, majd Nîmes környékét. Végül a források szerint a magyar sereget járvány törte meg.[15] Ugyanebben az évben Szászországba is indult hadjárat, ahol egy ismeretlen nevű magyar vezér fogságba esett. Szabadon engedése és évi adó fejében Madarász Henrik kilencévi békét vásárolt a magyaroktól. A szász származású Liudolf-ház első német uralkodója a békét arra használta fel, hogy a magyar harci taktika ellen eredményes sereget szervezett.[15]
- 926: Hadjárat Bajorországba és Svábföldre. Ehhez a hadjárathoz kapcsolódik Sankt Gallen monostorának elfoglalása 926. május 1-jén. Az eseményről részletes leírás maradt ránk. (Widukind) Részletesebben lásd: Sankt Gallen-i kaland. Ezután a magyarok felgyújtották Konstanz külső falait, de a belsőkkel nem boldogultak. Tovább vonultak nyugat felé és a Fekete-erdőben rájuk támadó Liutfredet véres csatában megverték. Ezután végigpusztították Elzászt, Lotaringiát, majd a Jura hegységen átkelve Besançon vidékét és Burgundiát, majd a Loire völgyén keresztül az Atlanti-óceánig nyomultak előre. Hazafelé Bajorországban Arnulf herceggel hat évre megújították a békét.[15]
- 927: X. János pápa – akinek meggyűlt a baja római ellenfeleivel – testvérének, Péter márkinak a hívására a magyar seregek Itáliát (Toszkána, Apulia) dúlták fel, Oria és Taranto városát is megsarcolva.[15]

### 930-as évek
- 932: A magyarok megjelentek Madarász Henrik német királynál a szokásos évi adóért, ő azonban megtagadta azt, bízva abban, hogy sikerült felkészítenie országát a magyarok támadása ellen. Widukind a Szászok történetében leírja, hogy Henrik megerősíttette az addig jobbára védtelen városokat, katonáit lovas harcmodorra tanította és egy részüket a városokba telepítette.[15]
- 933: Henrik király adómegtagadása miatt a magyarok megtámadták Szászországot, de a szinte vértelen merseburgi csatában március 15-én vereséget szenvedtek. Henrik ugyanis páncélos lovasainak csapdájába akarta csalni a magyar könnyűlovasokat, de ők idejében észrevették a csapdát. Widukind szerint a magyarok a korábban velük szövetséges dalamancoktól sem kaptak segítséget, mert ők tudtak Henrik felkészültségéről.[15] Ugyanebben az évben Itáliába is vezettek hadjáratot.
- 934: A merseburgi vereség nem okozott törést a hadjáratok vezetésében, mert ismét két irányba indultak magyar csapatok. Az egyik sereg nyugat felé Metzig nyomult előre, a másik a Balkán-félszigeten bizánci csapatokkal harcolt. Ez volt az első jelentős hadjárat a Bizánci Birodalom ellen. Al-Maszúdi 10. századi történet- és földrajzi író szerint a magyarok a besenyőkkel szövetségben vettek részt a hadjáratban. Ekkor sikerült a bolgároktól és a bizánciaktól is adót kicsikarni, 941-ig nem is tudunk újabb balkáni akcióról.[15]
- 935: Hadjárat Burgundiába és Aquitániába, egészen Bourges vidékéig. Az estrée-i monostor szerzetesei ereklyéikkel együtt Loches várába menekültek. A magyarok Rudolf király seregei elől kitértek és átvonultak Itáliába. Talán ekkor próbálkoztak Brescia elfoglalásával sikertelenül.[15]
- 936: Január 15-én meghalt Burgundi Rudolf frank király, július 2-án pedig Madarász Henrik német király, a trónon fia, a későbbi Nagy Ottó követte. A magyarok még a télen kipróbálták, milyen politikát kíván követni, de Ottó keményen ellenállt, ezért a magyarok inkább elkerülték a csatát.[15]
- 937: A magyarok ezután átkeltek a Rajnán és februárban feldúlták Lotaringiát. Reims környékén több kolostort feldúltak, végigpusztították Burgundiát és Aquitániát egészen a tengerpartig. Franciaországból a zsákmánnyal együtt átvonultak Itáliába, ahol egészen délre, Campaniáig jutottak. július 14-én meghalt a magyarok régi szövetségese, Arnulf bajor herceg. Arnulf fia, Eberhard, fellázadt Nagy Ottó király ellen, ebben támogatta őt Ottó féltestvére, Thankmar, valamint a frank herceg és Wichmann szász gróf is.[15]
- 938: A magyarok kihasználva a német belháborút, betörtek Szászországba. A Madarász Henrik által jól megerősített vidéken azonban nem jártak szerencsével, és soha többé nem indítottak ezután hadjáratot Szászország ellen. Ottó ezután lecsapott belső ellenfeleire, s Bajorországot Eberhard helyett Arnulf öccsének, az addigi karintiai hercegnek, Bertholdnak adta.[15]
- 939: Újabb felkelés tört ki Nagy Ottó ellen, melyben részt vett öccse, Henrik is, de Hermann sváb herceg az andernachi csatában legyőzte a lázadókat, s ezzel megszületett az erős, egységes Német Királyság.[15]

### 940-es évek
- 940: Hugó itáliai király szövetségeseiként a magyarok Róma környékét támadták meg, amelyet Alberik őrgróf tartott hatalmában, de súlyos veszteségeket szenvedtek.[15]
- 941: Valószínűleg ebben az évben történt, hogy egy a Dunán a Balkánra átkelő sereg Georgiosz szerzetes tudósítása szerint az átkelés során a folyó erős sodra miatt nagy veszteségeket szenvedett és visszafordulni kényszerült.[15]
- 942: Itália felé indult katonai akció, de Itália királya, Vienne-i Hugó békét vásárolt a magyaroktól és azok továbbvonultak az Ibériai-félsziget felé. Sikertelenül ostromolták Léridát, eljutottak Huesca, Barbastro városáig, a hadjárat során nem lépték át az Ebro folyót,[16] így végcéljukat Córdobát nem sikerült elérniük. Az eseményekről több nyugati és arab forrás is tájékoztat. Ibn Haiján[17] (wd) (?–1076) 11. századi muszlim történetíró Al Muqtabas (A mástól kivonatoló könyve) című munkájában nem csak a hadjárat részleteiről, hanem a magyarok Duna melletti lakhelyéről, illetve a magyarokról is értékes leírás található (V. könyv).[18]
- 943: Ismét két irányba indul hadjárat. A déli irányú támadás során a magyarok a Bizánci Birodalom területén pusztítottak, majd öt évre szóló békét kötöttek Theophanész patrikiosszal. A nyugat felé támadó magyar sereget Berthold bajor herceg Wels városánál megállította és legyőzte.
- 947: Feltehetően a welsi vereség hatására több éves szünet után Itália felé indult hadjárat. A sereget Árpád unokája, Taksony vezette. A magyarok Otrantóig végigdúlták a félszigetet, majd adó fejében békét kötöttek a későbbi II. Berengár itáliai királlyal. Ebben az évben meghalt Berthold bajor herceg.
- 948: A bajor hercegség élére I. Henrik (Gizella magyar királyné nagyapja) került. A magyarok ezért megtámadták Bajorországot, de ismeretlen körülmények között vereséget szenvedtek. Ugyanebben az évben járt Bulcsú vezetésével magyar küldöttség Bizáncban, ahol Bulcsú megkeresztelkedett és a császár, Bíborbanszületett Konstantin lett a keresztapja.[15]

### 950-es évek
- 950: 907 óta első eset, hogy ellenséges hadsereg lép magyar területre. I. Henrik bajor herceg nagy zsákmánnyal és foglyokkal tér vissza Bajorországba.
- 951: Hadjárat Aquitániába. A magyarok a német területet elkerülve, Észak-Itálián keresztül vonultak fel, de itt időközben Ottó megszerezte a hatalmat. A visszatérő magyarok súlyos vereséget szenvedtek.[15]
- 953: Lázadás tört ki Nagy Ottó német király uralma ellen. A lázadók élén fia, Liudolf és veje Vörös Konrád, Lotaringia hercege állt.[15]
- 954: A hercegek a magyaroktól kértek katonai segítséget. A magyarok nem ütköztek meg Nagy Ottó seregeivel, hanem március 1-jén a Rajnán átkelve Vörös Konrád ellenfeleit (I. Brúnó kölni érsek, III. Reginár hainaut-i gróf (Ragenarius)) támadták meg. Ennek során előbb a mai Belgium területén portyáztak. Az ellenfelek nem vállalták a nyílt összecsapást, a magyarok viszont nem használhatták íjaikat az eső miatt. Április 6-án Cambrai külvárosát gyújtották fel, a várfalakkal nem boldogultak. A védők elfogták Bulcsú vigyázatlan testvérét (unokatestvérét) és lefejezték. A magyarok megpróbálták a fejét visszaszerezni, de a védők nem adták, erre a magyarok összes foglyukat megölték. Ezután Laon, Reims, Chalons és Metz vidékén portyáztak, Burgundiát is feldúlták, majd Itálián keresztül hazatértek. Ez volt az utolsó nagy sikeres nyugati hadjárat.[15][19]
- 955: A szokásosnál nagyobb létszámú, nyolc-tízezer fős magyar sereg augusztus 10-én az augsburgi csatában vereséget szenvedett Nagy Ottó csapataitól. A magyar csapatok vezéreit, Bulcsút, Lehelt és Súrt Nagy Ottó kivégeztette. Ez volt a magyarok utolsó Nyugat-Európa felé vezetett hadjárata. Kapcsolódó mondák: Lehel kürtje, gyászmagyarok.
- 957: Bíborbanszületett Konstantin bizánci császár az augsburgi csata hatására a még érvényes ötéves békeszerződés ellenére beszüntette az adófizetést a magyaroknak.
- 958: A magyarok hadjáratot indítottak Bizánc ellen, és április 11-én a város falai alatt álltak Apor vezetésével. Ennek a hadjáratnak az emlékét őrizhette meg a Botond-monda. Eszerint a hadjárat sikertelen volt. A pontos történteket Theophanész 963-ban készült világkrónikája mondja el, miszerint a Thrákiát végigrabló, Bizáncig száguldó magyarokat egy éjjel a táborukra törve támadta meg egy bizánci sereg, szétverte és a zsákmányuktól megfosztotta őket. A sereg vezére Pothosz Argürosz patrikiosz, az őrségek domesztikosza volt, és csatlakozott hozzá három bizánci thema (Bukellarioi, Opszikion és Thrakeszion) hadvezére is.[15]

### 960-as évek
- 961: A Bizánc területére behatolt haderő ismét egy éjszakai támadás során szenvedett vereséget. A győztes bizánci hadvezér Theophanész krónikájának folytatása szerint Marianosz Argürosz patrikiosz, León diakónus 992 körül készült munkája szerint a későbbi II. Niképhorosz Phókasz testvére, León Phókasz volt.[15]
- 968: Kisebb, néhány száz fővel végrehajtott betörés során volt az utolsó sikeres magyar ütközet Thesszaloniké mellett. Állítólag a 300 fős magyar seregnek sikerült hazahajtania 500 bizánci foglyot Magyarországra.[15]
- 970: Orosz, bolgár, besenyő szövetségben indult magyar hadjárat a Bizánci Birodalom ellen I. Szvjatoszláv kijevi fejedelem vezetésével. Az arkadiopoliszi csatában a szövetséges haderő vereséget szenvedett. Ez volt az utolsó hadi vállalkozás a kalandozónak nevezett hadjáratok sorában.

## Érdekességek
- Horváth Mihály használta először a kalandozik kifejezést, 1842-ben. Szabó Károly műveiben jelenik meg 1869-ben a kalandozás szakkifejezés.[20]
- A kalandozó hadjáratok eredményeként bizonyíthatóan 15 tonna ezüst érkezhetett a Kárpát-medencébe részben zsákmányként, nagyobb részben éves vagy többéves időszakra fizetett adóként bajor, cseh, bizánci, szász és itáliai területekről. Bóna István régész a 10. század első felét „ezüstkornak” nevezte.[21]